# Műút-nívódíj
A Műút-nívódíj egy 2010-ben alapított irodalmi és képzőművészeti díj, amellyel a Műút irodalmi, művészeti és kritikai folyóiratban megjelent legjobb műveket illetve közleményeket díjazzák szépirodalom, kritika–esszé, művészeti írás és képzőművészet kategóriákban a Műút folyóirat szerkesztőinek szavazatai alapján. 2014-ben két újabb kategóriával egészült ki a nívódíj: képregény és a Műút portál nívódíja. A díj Varga Éva szobrászművész alkotása. Az első nívódíjakat 2010. szeptember 18-án adták át Miskolcon.

## A díjazottak

### Szépirodalom
- 2010: Bán Zoltán András[1]
- 2011: Nádasdy Ádám[2]
- 2012: Turányi Tamás[3]
- 2013: Horváth Előd Benjámin[4]
- 2014: Szili József[5]
- 2015: Kukorelly Endre[6]

### Kritika-esszé
- 2010: Dunajcsik Mátyás
- 2011: Bazsányi Sándor
- 2012: Schein Gábor
- 2013: Lengyel Imre Zsolt
- 2014: Kisantal Tamás
- 2015: Szabó Gábor

### Művészeti írás
- 2010: Perneczky Géza
- 2011: Pelesek Dóra
- 2012: Nagy Szilvia
- 2013: Ménesi Gábor
- 2014: Váró Kata Anna

### Képzőművészet
- 2010: Seres László
- 2011: Verebics Ágnes
- 2012: Bánki Ákos
- 2013: Ujj Zsuzsi
- 2014: Gaál József
- 2015: Kopasz Tamás

### Képregény
- 2014: Lakatos István
- 2015: Oravecz Gergely

### A Műút portál nívódíja
- 2014: András László
- 2015: Romhányi Török Gábor